# ديبو
لوي ديبو (بالفرنسية: Louis Dubeux)‏ (1798 - 1863 م) هو مستشرق فرنسي.

## آثاره
- «مبادئ نحو اللغة التركية»، باريس 1856.
- «بلاد فارس» La Perse، باريس 1841.
- ترجمة فرنسية للترجمة الفارسية لتاريخ الطبري، جـ 1، باريس، 1836.[3]